# Lieke Marsman
Lieke Marsman ('s-Hertogenbosch, 25 juli 1990) is een Nederlandse dichteres. Zij was Dichter des Vaderlands van 2021 tot en met 2023.

## Biografie
Marsman groeide op in Zaltbommel. In 2008 behaalde ze haar vwo-diploma op het Cambium College aldaar. In 2015 rondde ze haar studie filosofie af aan de Universiteit van Amsterdam. Ze begon in 2009 met publiceren voor de literaire tijdschriften De Gids en Tirade.nu en voor Vrij Nederland.
In 2010 verscheen haar debuutbundel Wat ik mijzelf graag voorhoud, die in 2011 met drie literaire prijzen werd bekroond. Van dit boek werden meer dan 3.000 exemplaren verkocht. Tussen januari 2013 en maart 2015 maakte Marsman deel uit van de redactie van het literair tijdschrift Tirade. Haar tweede bundel De eerste letter verscheen in januari 2014 en heeft onder meer angstaanvallen als thema. In juni 2017 verschenen twee boeken tegelijk: haar eerste roman, Het tegenovergestelde van een mens, een vervlechting van essay en poëzie, en Man met hoed, haar verzamelde gedichten en een selectie vertalingen. Deze verzameling werd deels uitgebracht omdat de vorige uitgever van haar poëzie de bundels niet herdrukte.
In april 2018 werd in haar bovenrug een kwaadaardige bottumor ontdekt die met succes operatief kon worden verwijderd. Als gevolg van deze ingreep kon Marsman haar rechterarm weliswaar bewegen, maar niet meer omhoog doen. In De volgende scan duurt 5 minuten, dat in september 2018 verscheen, beschreef ze dit proces. Daarnaast behandelde ze politieke kwesties, want voor haar was het logisch kanker en politiek met elkaar te verbinden. Deze dichtbundel werd in het Engels vertaald door Sophie Collins.
In januari 2021 kwam de dichtbundel In mijn mand uit. In die maand werd zij voor de periode 2021-2023 benoemd tot Dichter des Vaderlands als opvolger van Tsead Bruinja. In oktober 2021 nam ze deel aan de Nacht van de poëzie.
Op 8 juli 2022 werden haar rechterarm en -schouder geamputeerd, omdat de bestraling tegen kanker niet hielp. Op 14 augustus 2022 werd zij in het programma Zomergasten (NPO 2) door Janine Abbring geïnterviewd, ook over haar ziekte.
Thema's in haar werk zijn onder meer filosofie, liefde, maatschappelijke kwesties als klimaatproblematiek en persoonlijke identiteit. Sinds haar ziekte is Marsman ook gaan schrijven over religie, God, buitenaards leven en bijna-doodervaringen. In 2025 werd de Constantijn Huygens-prijs aan haar toegekend.

## Persoonlijk
Marsman had een relatie met journaliste Simone Peek.

## Werk
- Wat ik mijzelf graag voorhoud, Van Oorschot, Amsterdam, 2010
  - bekroond met C. Buddingh'-prijs 2011, Lucy B. en C.W. van der Hoogtprijs 2011 en Liegend Konijn Debuutprijs 2011 en genomineerd voor Jo Peters Poëzieprijs 2012
- De eerste letter, Van Oorschot, Amsterdam, 2014
- Het tegenovergestelde van een mens, Atlas Contact, Amsterdam, 2017
- Man met hoed, Atlas Contact, Amsterdam, 2017
- De volgende scan duurt 5 minuten, Uitgeverij Pluim, Amsterdam, 2018
  - Engels: The following scan will last five minutes, vertaling door Sophie Collins, Liverpool University Press, Liverpool, 2019.
- Hoe gaat het met je, essay, voor het eerst uitgebracht in haar boek De volgende scan duurt vijf minuten (2018), opgenomen in: Virgina Woolf, Over ziek zijn, Uitgeverij HetMoet, Amsterdam, 2020. ISBN 9789083018386
- In mijn mand, Pluim, Amsterdam, 2021
  - bekroond met de Eline van Haarenprijs[14]
- Ter gelegenheid van poëzie, Pluim, Amsterdam, 2023
- Op een andere planeet kunnen ze me redden, Pluim, Amsterdam, 2025

## Bestseller 60
| Boeken met noteringen in de Nederlandse Bestseller 60 | Jaar van verschijnen | Datum van binnenkomst | Hoogste positie | Aantal weken | Opmerkingen |
| ----------------------------------------------------- | -------------------- | --------------------- | --------------- | ------------ | ----------- |
| Op een andere planeet kunnen ze me redden             | 2025                 | 05-02-2025            | 2               | 11           |             |